# CDKL1
CDKL1 (англ. Cyclin dependent kinase like 1) – білок, який кодується однойменним геном, розташованим у людей на короткому плечі 14-ї хромосоми. Довжина поліпептидного ланцюга білка становить 357 амінокислот, а молекулярна маса — 41 671.
| 10         |  | 20         |  | 30         |  | 40         |  | 50         |
| ---------- |  | ---------- |  | ---------- |  | ---------- |  | ---------- |
| MEKYEKIGKI |  | GEGSYGVVFK |  | CRNRDTGQIV |  | AIKKFLESED |  | DPVIKKIALR |
| EIRMLKQLKH |  | PNLVNLLEVF |  | RRKRRLHLVF |  | EYCDHTVLHE |  | LDRYQRGVPE |
| HLVKSITWQT |  | LQAVNFCHKH |  | NCIHRDVKPE |  | NILITKHSVI |  | KLCDFGFARL |
| LAGPSDYYTD |  | YVATRWYRSP |  | ELLVGDTQYG |  | PPVDVWAIGC |  | VFAELLSGVP |
| LWPGKSDVDQ |  | LYLIRKTLGD |  | LIPRHQQVFS |  | TNQYFSGVKI |  | PDPEDMEPLE |
| LKFPNISYPA |  | LGLLKGCLHM |  | DPTQRLTCEQ |  | LLHHPYFENI |  | REIEDLAKEH |
| NKPTRKTLRK |  | SRKHHCFTET |  | SKLQYLPQLT |  | GSSILPALDN |  | KKYYCDTKKL |
| NYRFPNI    |  |            |  |            |  |            |  |            |

A: Аланін

C: Цистеїн

D: Аспарагінова кислота

E: Глутамінова кислота

F: Фенілаланін

G: Гліцин

H: Гістидин

I: Ізолейцин

K: Лізин

L: Лейцин

M: Метіонін

N: Аспарагін

P: Пролін

Q: Глутамін

R: Аргінін

S: Серин

T: Треонін

V: Валін

W: Триптофан

Кодований геном білок за функціями належить до трансфераз, кіназ, серин/треонінових протеїнкіназ. 
Задіяний у такому біологічному процесі, як альтернативний сплайсинг. 
Білок має сайт для зв'язування з АТФ, нуклеотидами. 
Локалізований у цитоплазмі, ядрі.